# FN MAG
Das FN MAG (franz.: Mitrailleuse d’Appui Général, Universalmaschinengewehr, oder auch Mitrailleuse à gaz, Gasdrucklader-MG) ist ein Universalmaschinengewehr des belgischen Herstellers Fabrique Nationale Herstal (FN). Es kann mit Zweibein als leichtes, auf Dreibeinlafette als schweres oder fest installiert in Fahrzeugen oder Hubschraubern als Bord-Maschinengewehr eingesetzt werden.

## Entstehung
Die Herstellung von Schnellfeuerwaffen bei FN geht zurück bis etwa 1900, als die belgische Firma mit John Moses Browning einen renommierten Waffenkonstrukteur gewann. Unter anderem fertigte FN zwischen den Weltkriegen Waffen des Typs Browning Automatic Rifle (BAR) in Lizenz. Mit diesen Erfahrungen begann in den 1950er-Jahren die Entwicklung eines neuen Maschinengewehres, die im Jahr 1958 im FN MAG mündete.

## Technik
Der Verschluss ähnelt dem des BAR. Das Verriegelungssystem wurde dahingehend modifiziert, dass die Munition nicht durch Stangenmagazine zugeführt wird. Stattdessen werden herkömmliche Patronengurte für die NATO-Patrone verwendet, unter anderem auch amerikanische Zerfallgurte des Typs M13. Bei der Gurtzufuhr orientierten sich die Konstrukteure am Beispiel des MG 42.
Das MAG ist ein Gasdrucklader mit einem starren Stützriegelverschluss. Ein Regler unterhalb des Laufes erlaubt die Abstufung des Gasdrucks. Mit zunehmendem Verschmutzungsgrad des Systems kann so der Druck erhöht werden, der auf den Gaskolben wirken soll. Wie üblich bei Waffen, denen Munition durch Patronengurte zugeführt wird, kann der Lauf des MGs innerhalb von Sekunden ausgewechselt werden. Charakteristisch für die äußere Gestalt der Waffe ist der genietete Systemkasten aus Prägestahl.

## Einsatz
Das MAG wurde im Jahr 1959 das Standard-MG der belgischen Armee. Als erste ausländische Streitkraft übernahm die British Army das MG in ihre Ausrüstung, später dann auch die israelische Armee und die US Army. Insgesamt wurde die Waffe in mehr als 70 Staaten geliefert beziehungsweise dort in Lizenz gefertigt. Das MAG erwies sich als überaus robuste und zuverlässige Waffe. Ein Nachteil ist jedoch seine (für eine Schützenwaffe) relativ hohe Masse. In dieser Rolle wird sie durch leichtere Modelle wie das FN Minimi ersetzt, ist aber nach wie vor häufig als Sekundärwaffe an gepanzerten Fahrzeugen zu finden. Vor allem im rhodesischen Buschkrieg fand das Maschinengewehr in den Reihen der Rhodesischen Sicherheitskräfte Verwendung.

## Varianten und Lizenznachbauten
- M 60-20: Infanterie-Version mit hölzernem Schaft
- M 60-30: Bord-MG für Luftfahrzeuge
- M 60-40: koaxiales Turm-MG für gepanzerte Fahrzeuge

- Vereinigtes Königreich: L7A1/L7A2 GPMG (Gimpy)
- Schweden: Ksp 58 (Kulspruta m/58), anfangs im schwedischen Kaliber 6,5 × 55 mm
- Taiwan: CSF Typ 74
- USA: M240
- Kanada: C6 GPMG